# میکسدورف
میکسدورف (به آلمانی: Mixdorf) یک شهر در آلمان است که در اودر-اشپری واقع شده‌است. میکسدورف ۱٬۰۱۲ نفر جمعیت دارد.